# Грич (Доњи Вакуф)
Грич је насељено место у Босни и Херцеговини у општини Доњи Вакуф које административно припада Федерацији Босне и Херцеговине. Према попису становништва из 1991. у насељу је живјело 97 становника.

## Становништво
По последњем службеном попису становништва из 1991. године, у насељу Грич живело је 97 становника. Становници су претежно били Срби.
| Националност       | 1991.       | 1981. | 1971. |
| Срби               | 91 (93,81%) |       |       |
| остали и непознато | 6 (6,19%)   |       |       |
| Укупно             | 97          |       |       |